# Trigonostemon matanginsu
Trigonostemon matanginsu är en törelväxtart som beskrevs av R.Milne. Trigonostemon matanginsu ingår i släktet Trigonostemon och familjen törelväxter. Inga underarter finns listade i Catalogue of Life.